# Brands Hatch
Brands Hatch es un autódromo ubicado en el poblado de West Kingsdown en el condado de Kent en Inglaterra, Reino Unido, unos 35 km al sureste de la City de Londres. El nombre del circuito proviene de la palabra gaélica Brondehach, que se compone de bron ("pendiente forestada") y hach ("entrada al bosque"). Desde 2004, Brands Hatch es propiedad de MotorSport Vision.
Es uno de los tres principales autódromos internacionales del Reino Unido. Albergó al Gran Premio de Gran Bretaña de Fórmula 1 en los años pares entre las temporadas 1964 y 1986, y también al Gran Premio de Europa en 1983 y 1985. También fue sede de la Carrera de Campeones. Disputada de manera interrumpida entre 1965 y 1983, fue una carrera fuera de campeonato con pilotos y constructores de Fórmula 1, que se disputaba al finalizar la temporada oficial.
Brands Hatch ha albergado fechas de otras categorías internacionales del deporte motor. El Campeonato Mundial de Resistencia realizó carreras allí en las décadas de 1960 a 1980. Tiempo después, el Campeonato Mundial de Superbikes visitó la pista entre 1993 y 2008, y el Campeonato Mundial de Motociclismo de Resistencia en 2001. Además, el Campeonato Mundial de Turismos corrió allí entre 2006 y 2010, y el Deutsche Tourenwagen Masters entre 2006 y 2013.
En cuanto a monoplazas, el Campeonato Nacional del USAC realizó una fecha en 1978, y la CART Champ Car World Series en 2003. También han corrido allí el A1 Grand Prix, la Fórmula 2, la Fórmula 3000, la Fórmula Master Internacional y la Fórmula 3 Euroseries.
Además recibe frecuentemente a los campeonatos británicos de Fórmula 3, turismos, gran turismos y superbikes.

Logo del circuito.

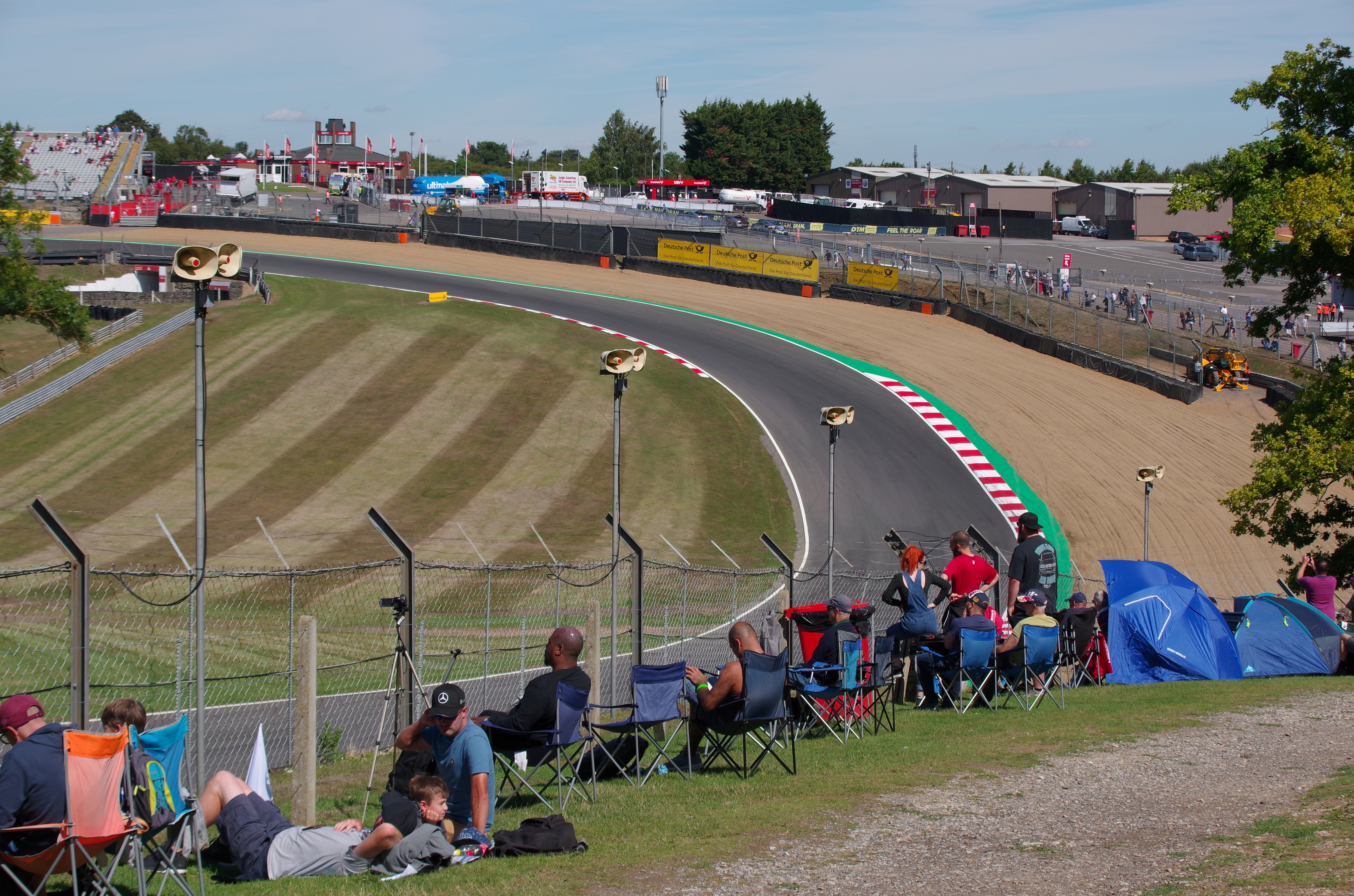
Curva Hill Bend, durante una carrera de DTM (2018).

Brands Hatch albergó su primera carrera en el año 1926. Actualmente, el autódromo ofrece tres trazados distintos: uno asfaltado de 3.916 metros de extensión (Grand Prix), uno de 1.944 metros (Indy) y uno mixto de asfalto y gravilla para competencias de rallycross.

## Ganadores

Trazado Indy.

### Campeonato Mundial de Resistencia
| Año        | Pilotos                                  | Equipo                       | Auto                     |
| 500 Millas | 500 Millas                               | 500 Millas                   | 500 Millas               |
| ---------- | ---------------------------------------- | ---------------------------- | ------------------------ |
| 1966       | David Piper Bob Bondurant                | The Chequered Flag           | AC Cobra                 |
| 6 Horas    |                                          |                              |                          |
| 1967       | Mike Spence Phil Hill                    | Chaparral Cars Inc.          | Chaparral 2F-Chevrolet   |
| 1968       | Brian Redman Jacky Ickx                  | J.W. Automotive              | Ford GT40 Mk.I           |
| 1969       | Brian Redman Jo Siffert                  | Porsche System Engineering   | Porsche 908/02           |
| 1000 km    |                                          |                              |                          |
| 1970       | Pedro Rodríguez Leo Kinnunen             | J.W. Automotive Engineering  | Porsche 917K             |
| 1971       | Andrea de Adamich Henri Pescarolo        | Autodelta SpA                | Alfa Romeo T33/3         |
| 1972       | Mario Andretti Jacky Ickx                | SpA Ferrari SEFAC            | Ferrari 312PB            |
| 1974       | Jean-Pierre Beltoise Jean-Pierre Jarier  | Equipe Gitanes               | Matra-Simca MS670C       |
| 6 Horas    |                                          |                              |                          |
| 1977       | Jacky Ickx Jochen Mass                   | Martini Racing               | Porsche 935/77           |
| 1979       | Reinhold Joest Volkert Merl              | Joest Racing                 | Porsche 908/3 Turbo      |
| 1980       | Riccardo Patrese Walter Röhrl            | Lancia Corse                 | Lancia Monte Carlo Turbo |
| 1000 km    |                                          |                              |                          |
| 1981       | Guy Edwards Emilio de Villota            | Team Lola                    | Lola T600-Ford Cosworth  |
| 1982       | Jacky Ickx Derek Bell                    | Rothmans Porsche             | Porsche 956              |
| 1983       | Derek Warwick John Fitzpatrick           | JDavid Porsche               | Porsche 956              |
| 1984       | Jonathan Palmer Jan Lammers              | Canon Racing/GTi Engineering | Porsche 956              |
| 1985       | Hans-Joachim Stuck Derek Bell            | Rothmans Porsche             | Porsche 962C             |
| 1986       | Mauro Baldi Bob Wollek                   | Liqui Moly Equipe            | Porsche 956 GTi          |
| 1987       | Raul Boesel John Nielsen                 | Silk Cut Jaguar              | Jaguar XJR-8             |
| 1988       | Andy Wallace Martin Brundle John Nielsen | Silk Cut Jaguar              | Jaguar XJR-9             |
| 480 km     |                                          |                              |                          |
| 1989       | Mauro Baldi Kenny Acheson                | Team Sauber Mercedes         | Sauber C9-Mercedes       |

### Deutsche Tourenwagen Masters
| Año  | Piloto            | Equipo  | Auto                  |
| ---- | ----------------- | ------- | --------------------- |
| 2006 | Mattias Ekström   | Abt     | A4 DTM 06             |
| 2007 | Bernd Schneider   | HWA     | Mercedes-Benz Clase C |
| 2008 | Timo Scheider     | Audi    | Audi A4               |
| 2009 | Paul di Resta     | HWA     | Mercedes-Benz Clase C |
| 2010 | Paul di Resta     | HWA     | Mercedes-Benz Clase C |
| 2011 | Martin Tomczyk    | Phoenix | Audi A4               |
| 2012 | Gary Paffett      | HWA     | Mercedes-Benz Clase C |
| 2013 | Mike Rockenfeller | Phoenix | Audi RS5              |

### Campeonato Mundial de Turismos
| Año  | Carrera   | Piloto         | Auto               |
| ---- | --------- | -------------- | ------------------ |
| 2006 | Carrera 1 | Yvan Muller    | SEAT León          |
| 2006 | Carrera 2 | Alain Menu     | Chevrolet Lacetti  |
| 2007 | Carrera 1 | Alain Menu     | Chevrolet Lacetti  |
| 2007 | Carrera 2 | Andy Priaulx   | BMW 3 Series (E90) |
| 2008 | Carrera 1 | Jörg Müller    | BMW 3 Series (E90) |
| 2008 | Carrera 2 | Alain Menu     | Chevrolet Lacetti  |
| 2009 | Carrera 1 | Alain Menu     | Chevrolet Cruze    |
| 2009 | Carrera 2 | Augusto Farfus | BMW 3 Series (E90) |
| 2010 | Carrera 1 | Yvan Muller    | Chevrolet Cruze    |
| 2010 | Carrera 2 | Andy Priaulx   | BMW 3 Series (E90) |

### Campeonato Nacional del USAC/Champ Car World Series
| Año                          | Nombre de la Competencia     | Piloto                       | Automóvil                    |
| Campeonato Nacional del USAC | Campeonato Nacional del USAC | Campeonato Nacional del USAC | Campeonato Nacional del USAC |
| ---------------------------- | ---------------------------- | ---------------------------- | ---------------------------- |
| 1978                         | Daily Mail Indy Trophy       | Rick Mears                   | Penske-Cosworth PC6          |
| CART Champ Car World Series  |                              |                              |                              |
| 2003                         | Trofeo Champ Car de Londres  | Sébastien Bourdais           | Lola-Ford B02/00             |

## Mejores vueltas

### Circuito de Gran Premio
- A1 Grand Prix: 1'12.276, Adam Carroll, 2009
- Superleague: 1'13.460, Craig Dolby, 2010
- Superbikes: 1'24.838, Shane Byrne, Ducati, 2016
- GT3: 1'23.268, Robin Frijns / Laurens Vanthoor, Audi R8, 2015
- BTCC: 1'30.685, Mat Jackson, Ford Focus, 2015
- WTCC: 1'34.078, Andy Priaulx, BMW 320si, 2010

### Circuito Indy
- EuroBOSS: 38,032 s, Scott Mansell, Benetton-Renault, 2004
- DTM: 42,124 s, Gary Paffett, Mercedes-Benz
- Superbikes: 45,460 s, Gregorio Lavilla, Ducati, 2007
- NASCAR Euro Series: 48,340 s, Frederic Gabillon, Chevrolet, 2013
- BTCC: 48,718 s, Andrew Jordan, Honda Civic